# 海口人民公园

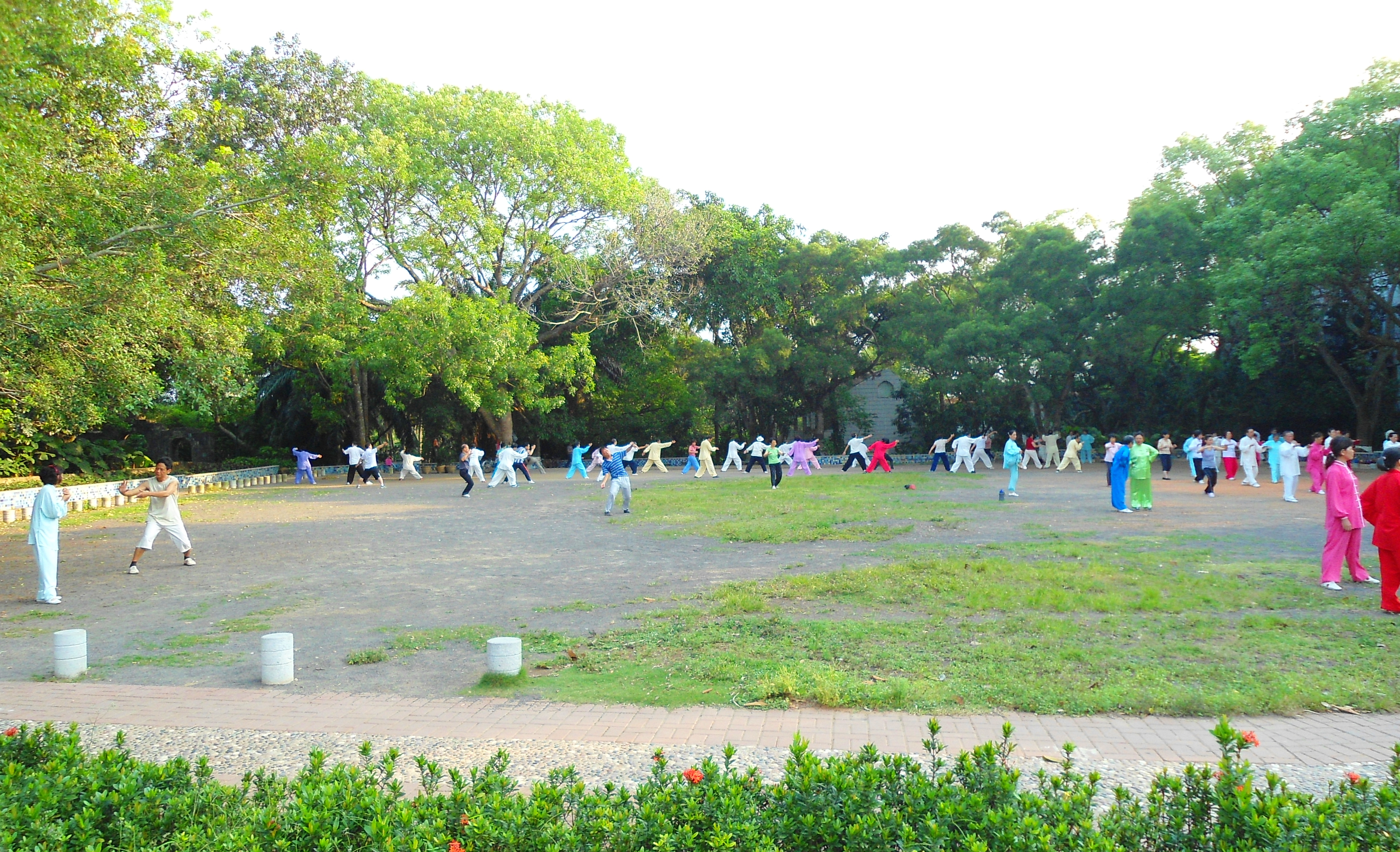
园内打太极的老年人

人民公园是中华人民共和国海南海口的一个公园。 位于海口市中心。南临海秀路，北接大同路。

## 历史
该公园建于1954年，总面积超过300英亩。在2000年后期翻新，铺设了新的人行道，并禁止任何车辆包括电瓶车驶入，园内也禁骑自行车。
该公园由一座丘陵和一片人工湖东湖所组成，大部分人行道被树覆盖，提供了乘凉的地方。与海口其他的公园例如白沙门公园和金牛岭公园，人民公园植物种类更加丰富。
该公园毗邻海口市最老的城区，深受海南当地老年人喜爱，每天清晨和傍晚都能看到来到这里参加锻炼和广场舞的海口市民。